# اختيار وسائل الإعلام للإعلانات

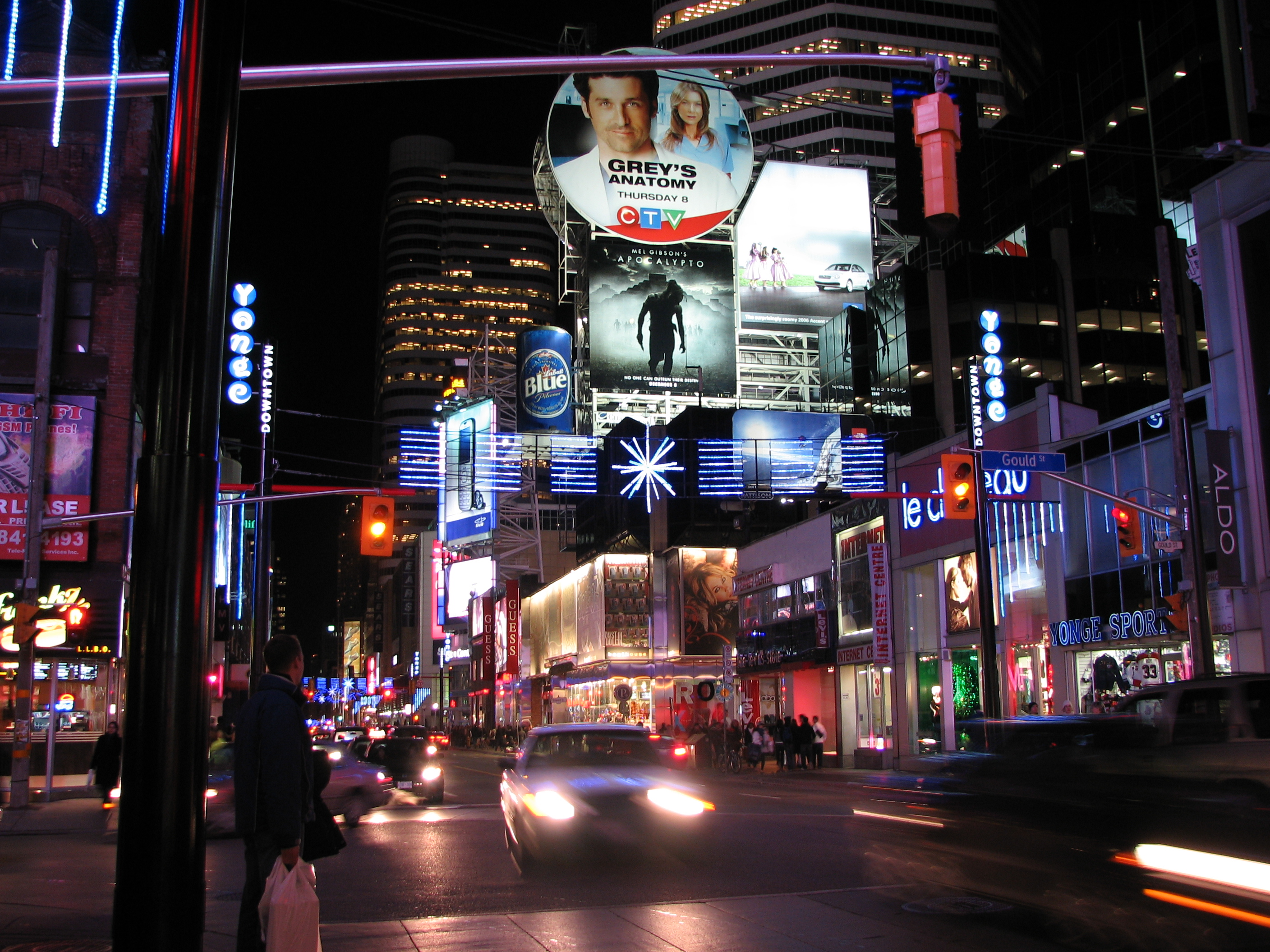
تشغيل الضوء الأصفر ... شارع يونج ، تورنتو ، كندا يونج وجولد ، تورنتو

اختيار وسائل الإعلام للإعلانات هي عملية اختيار أكثر وسائل الإعلام فعالية من أجل الحملات الإعلانية. من أجل تقييم كفاءة وسائل الإعلام، يأخذ المخططون مجموعة من العوامل بعين الاعتبار من ضمنها: التغطية المطلوبة وعدد مرات عرضها على الجمهور المُستهدف؛ والتكلفة النسبية للإعلان في وسائل الإعلام والبيئة الإعلامية. يمكن أن يتضمن التخطيط الإعلامي أيضًا شراء مساحات إعلامية. يحتاج المخططون الإعلاميون إلى فهم دقيق لنقاط القوة والضعف في كل خيارات وسائل الإعلام الرئيسية. صناعة وسائل الإعلام ديناميكية بطبيعتها- إذ تظهر وسائل إعلام إعلانية جديدة باستمرار. تغير وسائل الإعلام الاجتماعية والرقمية الطريقة التي يستخدم بها المستهلكون وسائل الإعلام وتؤثر أيضًا على كيفية حصول المستهلكين على معلومات المنتج.

## أنواع وسائل الإعلام الإعلانية
يتطلب اختيار وسائل الإعلام الإعلانية لحملة ما فهمًا كبيرًا وعميقًا لخيارات وسائل الإعلام المتوفرة.

### الإعلان التلفزيوني
يقدم الإعلان التلفزيوني ميزة الوصول إلى عدد كبير من خلال عرض واحد. سبب الوصول إلى عدد كبير هو أن هذه الطريقة الإعلانية يمكن أن تصل إلى العملاء على مستوى المنازل. مع أن التلفزيون وسيلة جماعية يمكن أن يشاهدها أي أحد، فإنه يفتقد إلى القدرة على إيصال الإعلان إلى عملاء مستهدفين جدًا مقارنةً بوسائل إعلامية أخرى. تحاول الشبكات التلفزيونية أن تحسن من جهودها في الاستهداف. لنكون دقيقين، تقدم الشبكات التي تعمل على مبدأ الدفع مقابل الوصول مثل القنوات المربوطة بالكبل وتلفزيون الأقمار الصناعية برامج ذات مواضيع أوسع (كالبرامج التلفزيونية الموجهة إلى مجموعات لها اهتمامات محددة) ومصممة لجذب جماهير انتقائية. من ناحية ثانية، يبقى التلفزيون خيارًا أفضل من أجل المنتجات التي تستهدف سوقًا واسعًا. يمكن أن يتنوع المجال الجغرافي للإعلانات التلفزيونية من الإعلانات المحلية إلى الإقليمية وصولًا إلى التغطية العالمية، وذلك اعتمادًا على ما إذا كان البث العام أو خدمات الكابلات المعتمدة على المشتركين مستخدمةً. يواجه الإعلان التلفزيوني، الذي كان يعتبر الدعامة الأساسية لإعلانات وسائل الإعلام، العديد من التحديات من وسائل الإعلام البديلة وبشكل خاص وسائل الإعلام التفاعلية والاجتماعية. أدت الابتكارات التكنولوجية، خاصة ظهور حظر الإعلانات والتقليب السريع بين المحطات، إلى انخفاض ملاءمة التلفزيون وأهميته بالنسبة لبعض الجماهير.

### الإعلان الإذاعي
لطالما كان الترويج عن طريق الإذاعة خيارًا إعلانيًا قابلًا للتطبيق على مدى أكثر من 80 عامًا. الإعلان الإذاعي محلي غالبًا على نطاق بث محطات الإذاعة، مع ذلك فإنه يوجد ثلاثة خيارات توفر تغطية وطنية وربما دولية. أولًا، يوجد في العديد من البلدان شبكات راديو تستخدم العديد من المحطات المختلفة جغرافيًا للبث في آن واحد. تبث شبكات مثل ديزني (تقدم برامج للأطفال) وإيسبن (تقدم برامج رياضية) في الولايات المتحدة، على مستوى وطني سواءً كان من خلال مجموعة من المحطات المملوكة لشركة أو عبر اتفاق منسق (كالاتفاقات التجارية) مع المحطات الشريكة. ثانيًا، أصبح ظهور البرامج الإذاعية التي تُنقل عن طريق الأقمار الصناعية خلال السنوات القليلة الماضية أحد الخيارات للإعلانات على المستوى الوطني. أخيرًا، يمكن أن تصبح الإمكانيات الوطنية والدولية للإعلانات أكثر جذبًا مع سماح محطات الإذاعة لإشاراتها بالبث عن طريق الإنترنت. يعاني الراديو في نواحٍ كثيرة من المشاكل نفسها التي يعاني منها التلفاز، فهو وسيلة جماهيرية ليست موجهة بشكل كبير، وتمنح فرصةً ضئيلةً لمتابعة ردود الفعل. لكن لدى الإذاعة، على عكس التلفاز، مساوئ إضافية تتمثل بتقيد المُعلنين بالإعلانات الصوتية فقط. الإعلان بدون دعم مرئي غير فعال بالنسبة لبعض المنتجات.[بحاجة لمصدر]

### إعلانات المنشورات المطبوعة
توفر المنشورات المطبوعة مثل المجلات والكتب والصحف ومنشورات الإصدار الخاصة (كالتقارير الإدارية العامة) مجموعة متنوعة من الفرص الإعلانية:
تعتبر المجلات، خاصة تلك التي تستهدف مجالات معينة أو مجالات اهتمام متخصصة، أكثر توجيهًا مقارنةً بوسائل الإعلام المُذاعة. إضافة إلى ذلك توفر المجلات للمسوقين خيار السماح باستخدام الصور عالية الجودة (كالصور الملونة بالكامل) ويمكن أن تمنح المُعلنين القدرة على دمج الخبرات التفاعلية والمحسوسة عبر استخدام أوراق مخدوشة مشربة بروائح (كالعطور). أدرجت الصحف أيضًا الإعلانات الملونة، على الرغم من أن ميزتها الأساسية تكمن في قدرتها على استهداف الأسواق المحلية. القدرة على إدراج الكتالوجات أو المواد الترويجية الخاصة في الصحف بالنسبة للمُعلنين هي ميزة. يمكن أن توفر منشورات الإصدار الخاصة استهدافًا انتقائيًا باعتبار أنها غالبًا تركز على مجال ضيق جدًا من المواضيع (كدليل الشراء التلقائي، والأدلة السياحية، وتقييمات الكلية والجامعة..إلخ).

### الإعلانات على الإنترنت
يعتبر الإنترنت أسرع وسائل الإعلام المستخدمة للإعلانات تناميًا. يشهد معدل الإنفاق على الإعلانات عن طريق الإنترنت نموًا هائلًا مقارنةً بكمية الإنفاق في وسائل الإعلام الأخرى، وفي الولايات المتحدة تشتمل التجارب فقط على إعلانات الصحف والتلفاز فيما يتعلق بالإنفاق الكلي. يستمر تأثير إعلانات الإنترنت بالتوسع، ويحول عدد أكبر من المسوقين كل عام جزءًا أكبر من ميزانيتهم الترويجية إلى هذه الوسيلة. يكمن السببين الرئيسيين لهذا التحويل في قدرة الإنترنت على: 1) توجيه رسالة إعلانية بدقة، 2) وتتبع ردود فعل المستخدمين على رسالة المُعلن.
يوفر الإنترنت عدة خيارات إعلانية من خلال الرسالة التي تُنقل عن طريق المواقع الإلكترونية أو البريد الإلكتروني:
- أشكال الإعلانات المعيارية عبر الإنترنت (كإعلانات الشريط الإعلاني، أو صفحات الإنترنت المنبثقة التي تظهر قبل عرض محتوى متوقع لصفحة ما) -إعلانات الشريط الإعلاني هي إعلان مستطيل يظهر في أعلى أو أسفل صفحة إنترنت. إعلانات الشريط الإعلاني تكون عادةً بدقة 468*60 بكسل. الصفحات المنبثقة هي إعلانات تُقاطع المستخدم. يمكن أن تكون صفحة كاملة أو نافذة منبثقة.
- إعلانات وسائل الإعلام الغنية: هي الإعلانات التي تدمج مجموعة متنوعة من المكونات التكنولوجية مثل الفيديو والصوت. يُعتقد أن إعلانات وسائل الإعلام الغنية تنقل رسائل ذات تأثير أكبر.
- إعلانات البحث المدفوعة: هي طريقة لوضع الإعلانات على صفحات الإنترنت التي تعرض نتائج البحث الناتجة عن استعلامات في محرك البحث. يمكن للإعلانات من خلال خدمات محرك البحث الإعلانية نفسها أن توضع في صفحات الإنترنت مع نشر محتويات أخرى.
- التسويق من خلال محرك البحث: هو شكل من أشكال التسويق عبر الإنترنت يتضمن الترويج للمواقع الإلكترونية من خلال زيادة ظهورها في صفحات نتائج محرك البحث وذلك بشكل أساسي من خلال الإعلانات المدفوعة. يمكن أن يتضمن التسويق من خلال محرك البحث تحسين محرك البحث (إس إي أو)، والذي يغير أو يعيد كتابة محتويات المواقع الإلكترونية وبنيتها من أجل تحقيق ترتيب أعلى لها في صفحات نتائج محرك البحث لتعزيز قوائم الدفع حسب النقرة.
- ألعاب الفيديو عبر شبكة الإنترنت: ألعاب الإنترنت هي ألعاب فيديو تُلعب إما جزئيًا أو كليًا عبر الإنترنت أو شبكة حاسب أخرى. يمكن أن يدفع المُعلنين لتضمين رسائلهم أو منتجاتهم في مجموعات الألعاب عبر الإنترنت.
- الإدراج المدفوع:[9] هو منتج تسويقي عبر محرك البحث تفرض فيه شركة محرك البحث رسومًا مرتبطة بإدراج المواقع الإلكترونية في فهرس البحث الخاص بهم. استخدام الإدراج المدفوع أمر مثير للجدل إذ تناقصت شعبية الإدراج المدفوع مع مرور الوقت بين محركات البحث.
- إعلانات البريد الإلكتروني: تُعرف أيضًا بالتسويق المباشر عبر الإنترنت. يتيح استخدام الإيميل لتوصيل الإعلانات للمسوقين ميزة التوزيع بكلفة منخفضة وربما وصولًا أكبر. في الحالات يكون فيها لدى المسوقين قائمة موجهة للغاية، تكون معدلات الاستجابة إلى إعلانات البريد الإلكتروني عالية جدًا. يكون ذلك صحيحًا خاصة إذا وافق الموجودون في اللائحة على استقبال بريد إلكتروني، وتُعرف هذه العمليّة بتسويق «الاختيار الصريح». يمكن أن تكون إعلانات البريد الإلكتروني على شكل رسالة بريد إلكتروني عادية أو تُقدم ضمن سياق المحتويات التفصيلي، مثل رسالة الأخبار الإلكترونية. يمكن أن يكون التوصيل إلى عنوان بريد إلكتروني لمستخدم ما إما على شكل نص عادي أو يمكن أن يبدو على شكل موقع عن طريق استخدام ترميز المواقع (كلغة HTML). من ناحية ثانية، مثلما يعلم الأغلبية، فإن هناك جانبًا سلبيًا لإعلانات البريد الإلكتروني بسبب الأمور الكثيرة المنشورة من خلاله والمتعلقة بإساءة الاستعمال (مثل البريد العشوائي).[10]
- إعلانات وسائل التواصل الاجتماعي: تتألف من الإعلانات عن طريق الإنترنت التي تركز على خدمات شبكات التواصل الاجتماعي مثل فيسبوك وتويتر وإنستغرام.

أدت الإعلانات عن طريق الإنترنت إلى ظهور انقسامات واسعة وأساليب استهداف من ضمنها الاستهداف المتقارب، والاستهداف السلوكي، والاستهداف السياقي والاستهداف الجغرافي واستهداف الفئات القائمة على الشراء.